# Plectranthus amboinicus
El orégano cubano, orégano francés, tomillo español, menta mexicana, oreganón, orégano brujo, orégano orejón, orégano poleo (Rep. Dominicana) o borraja india (Plectranthus amboinicus) es una planta perenne de la familia Lamiaceae. 

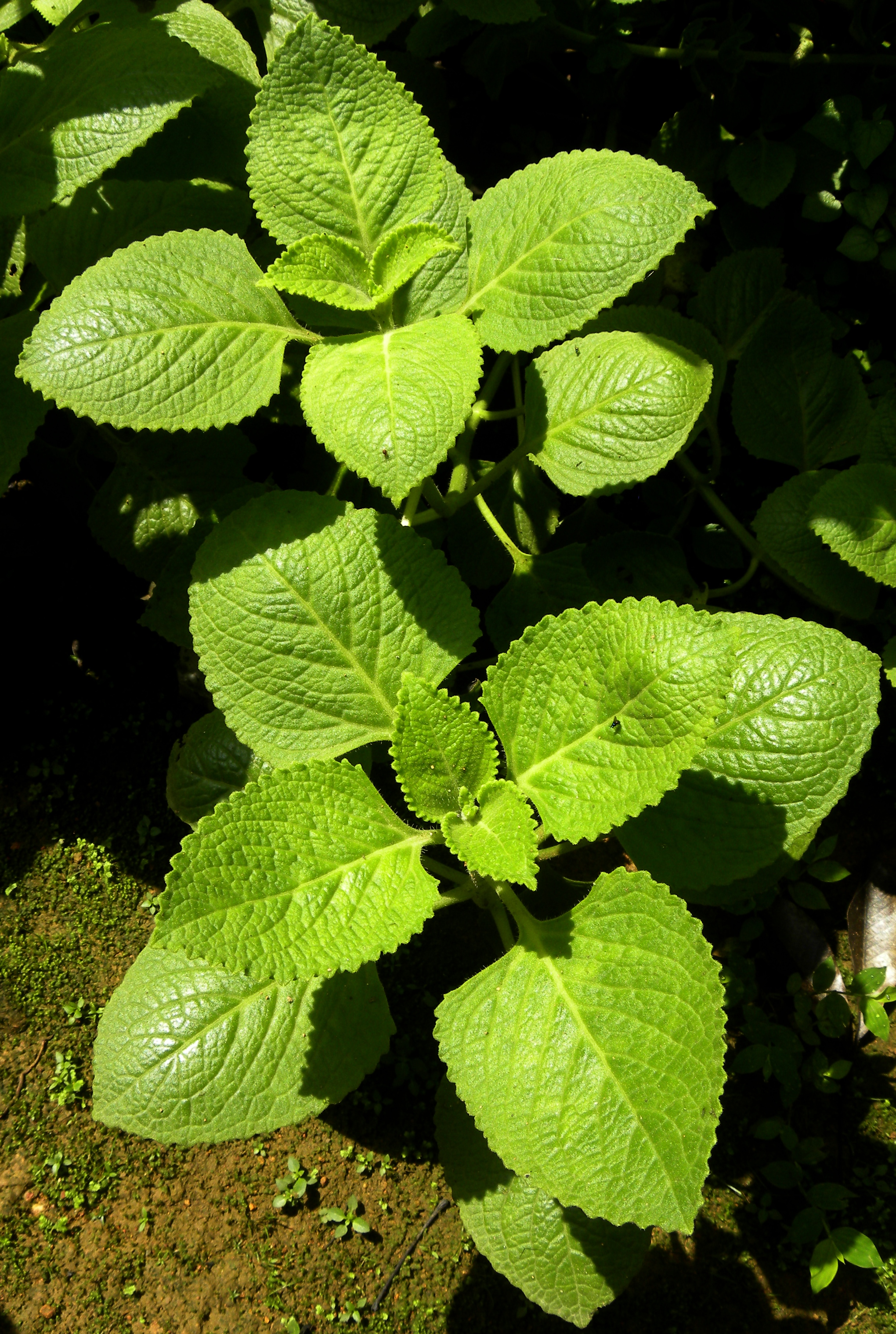
Hojas

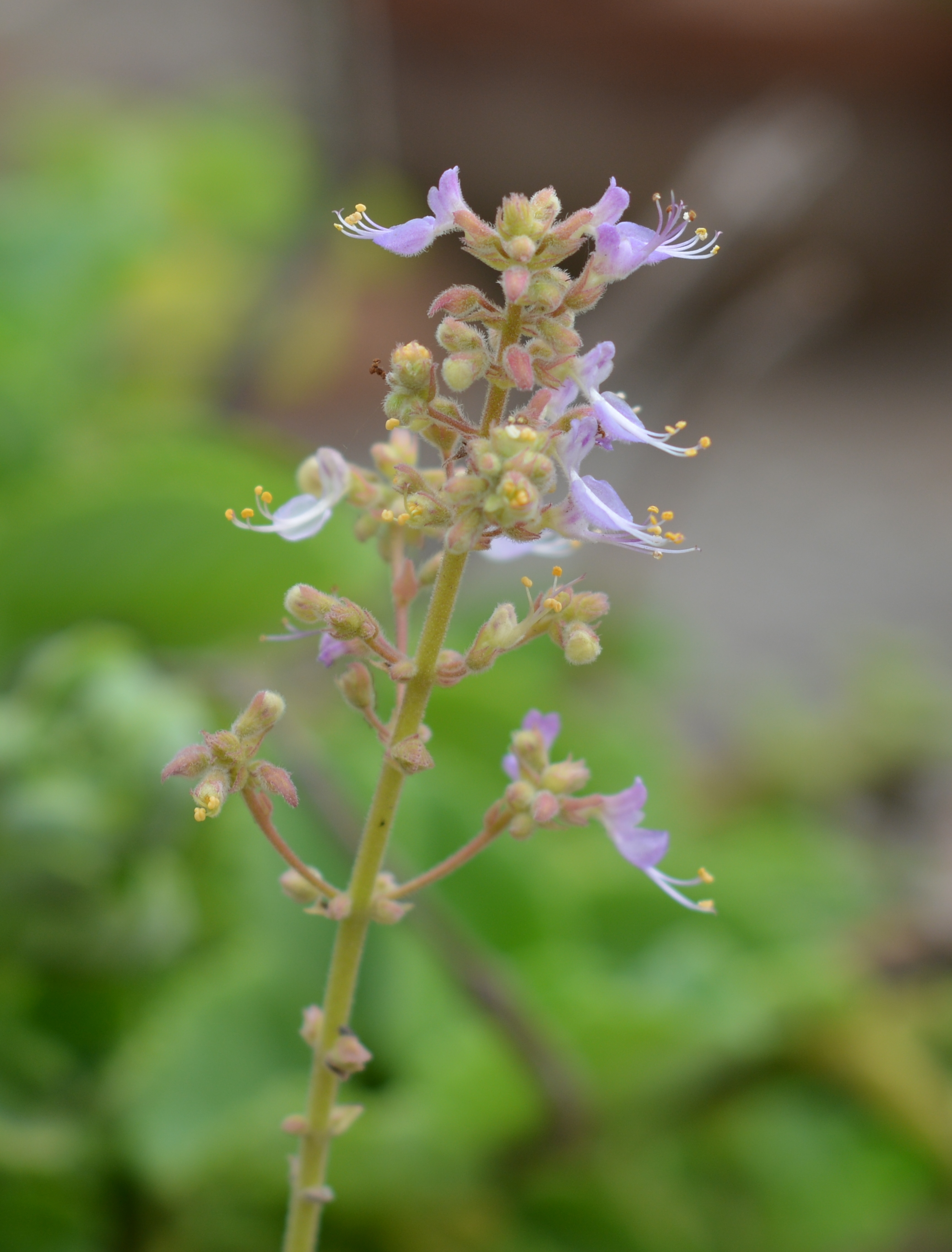
Flores

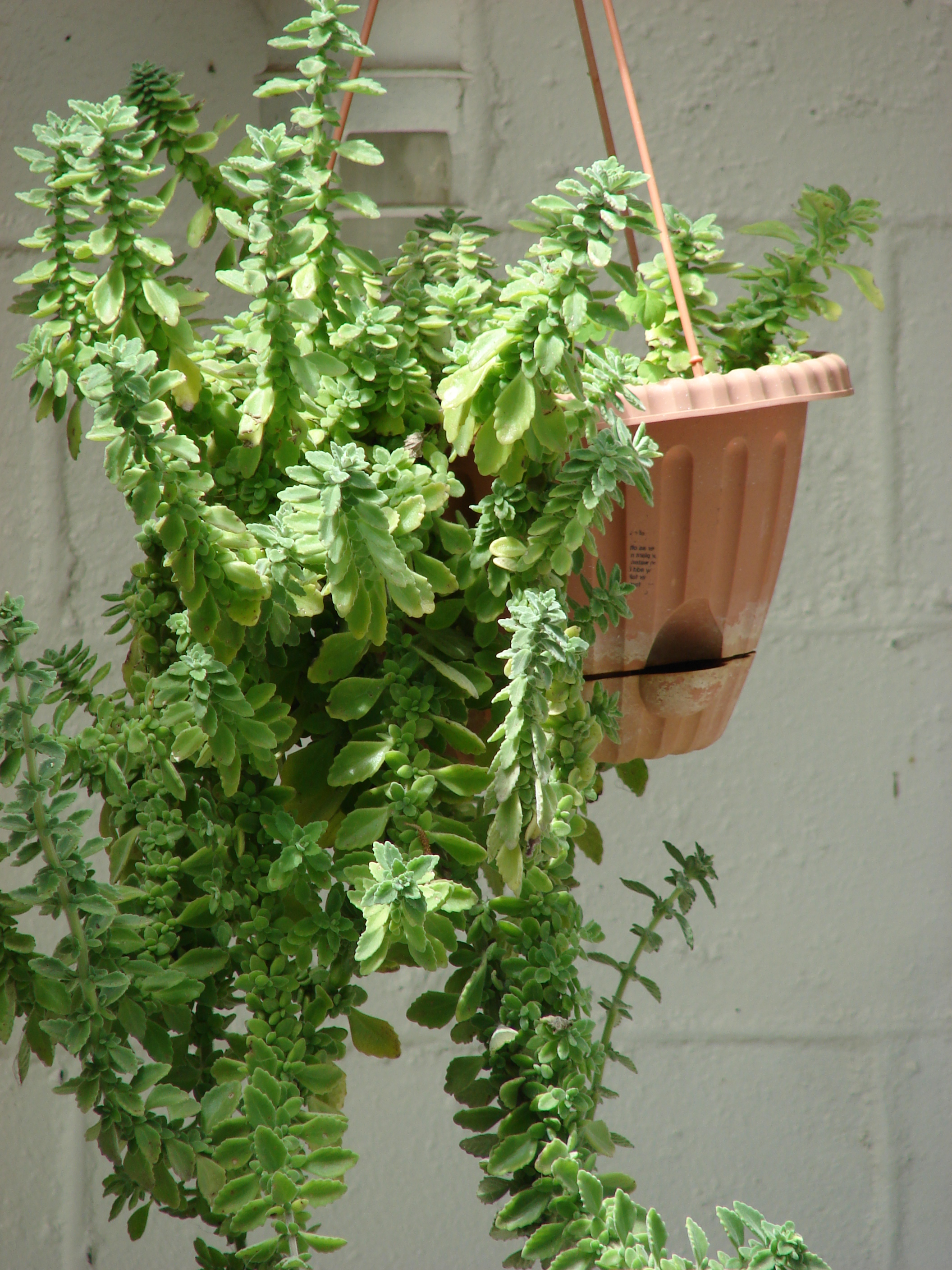
Vista de la planta

## Descripción
El orégano cubano puede alcanzar hasta 1 m de altura; presenta hojas con peciolos de 1,5 a 4,5 cm, con láminas suborbiculares, romboides, reniformes, tiernas y carnudas, de 5 a 10 cm de longitud, cuyo sabor y aroma se parecen al del orégano; inflorescencia terminal a lo largo de 10 a 20 cm con brácteas de 3 a 4 mm de longitud y corolas de color azul pálido, lila o rosado.

## Medicina popular
La medicina tradicional le ha atribuido al orégano cubano diversas propiedades y lo ha usado, por ejemplo, para aliviar los ataques de epilepsia, insomnio,como desinfectante, antimicótico y estimulante muscular. Recientemente se han multiplicado las investigaciones científicas sobre su acción y toxicidad. Se ha demostrado que tabletas 100 mg de P. amboinicus provocaron contracción de la musculatura lisa en cobayos.

## Taxonomía
Plectranthus amboinicus fue descrita por (Lour.) Spreng. y publicado en Journal of Botany, British and Foreign 66: 141. 1928.
Etimología
Plectranthus: nombre genérico 
amboinicus: epíteto geográfico que alude a su localización en la isla de Ambon en el Archipiélago de las Molucas.
Sinonimia
- Coleus amboinicus Lour., Fl. Cochinch.: 372 (1790).
- Majana amboinica (Lour.) Kuntze, Revis. Gen. Pl. 2: 524 (1891).
- Ocimum vaalae Forssk., Fl. Aegypt.-Arab.: 111 (1775), nom. rej.
- Coleus aromaticus Benth. in Wall, Pl. Asiat. Rar. 2: 16 (1830).
- Coleus crassifolius Benth. in N.Wallich, Pl. Asiat. Rar. 2: 15 (1830).
- Coleus suganda Blanco, Fl. Filip.: 483 (1837).
- Coleus carnosus Hassk., Flora 25(2 Beibl.): 25 (1842).
- Coleus suborbicularis Zoll. & Moritzi, Syst. Verz.: 4 (1846).
- Majana carnosa (Hassk.) Kuntze, Revis. Gen. Pl. 2: 524 (1891).
- Majana suganda (Blanco) Kuntze, Revis. Gen. Pl. 2: 524 (1891).
- Coleus amboinicus var. violaceus Gürke, Bot. Jahrb. Syst. 19: 210 (1894).
- Coleus vaalae (Forssk.) Deflers, Rev. Egypt: 423 (1894).
- Coleus subfrutectosus Summerh., Bull. Misc. Inform. Kew 1928: 392 (1928).[9]